# Yanai
Yanai (Japans: 柳井市, Yanai-shi) is een stad in de prefectuur Yamaguchi, Japan. Begin 2014 telde de stad 33.421 inwoners.

## Geschiedenis
Op 31 maart 1954 werd Yanai benoemd tot stad (shi). In 2005 werd de gemeente Obatake (大畠町) toegevoegd aan de stad.

## Partnersteden
- Huainan, China
- Zhangqiu, China

Steden:
Hagi · Hikari · Hofu · Iwakuni · Kudamatsu · Mine · Nagato · Sanyo-Onoda · Shimonoseki · Shunan · Ube · Yamaguchi (hoofdstad) · Yanai

Districten:
Abu · Kuga · Kumage · Oshima
Gemeenten per district